# Adresat

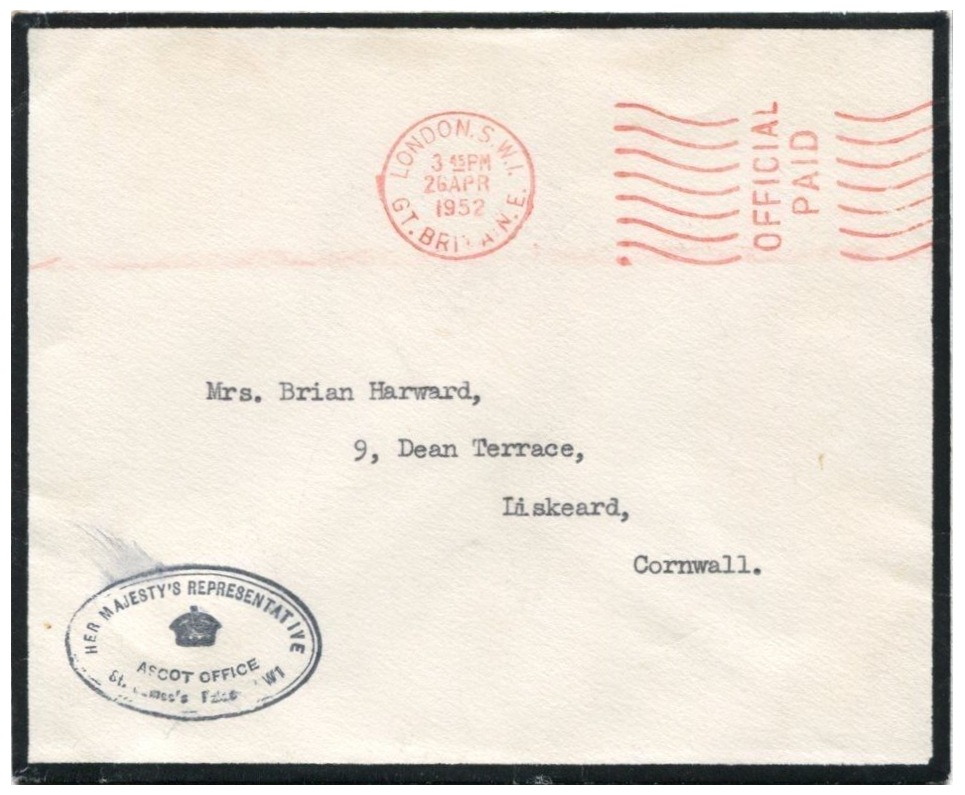
Adresat na liście

Adresat (od fr. adresse – adres) – podmiot wskazany przez nadawcę jako odbiorca przesyłki pocztowej lub kwoty pieniężnej określonej w przekazie pocztowym. Osoba, do której ktoś wysyła list, przesyłkę, kartkę pocztową; odbiorca.
Aby przesyłka pocztowa dotarła do adresata, musi zostać opatrzona jego adresem pocztowym. Polski urzędowy wzór adresowania zawiera: imię i nazwisko adresata lub nazwę instytucji, ulicę, numer budynku, numer mieszkania, miejscowość zamieszkania oraz kod pocztowy.